# Гончариха (река)
Гончариха (Избище) — река в Воронежской области России. Протекает по территории Нижнедевицкого и Семилукского районов. Устье реки находится в 10 км от устья реки Гнилуши по правому берегу.
Длина реки составляет 12 км, площадь водосборного бассейна — 70,5 км².
Река берёт начало у станции Избище, течёт на северо-восток через село Избище, и впадает в Гнилушу справа.

## Данные водного реестра
По данным государственного водного реестра России относится к Донскому бассейновому округу, водохозяйственный участок реки — Дон от города Задонск до города Лиски, без рек Воронежот (от истока до Воронежского гидроузла) и Тихая Сосна, речной подбассейн реки — бассейны притоков Дона до впадения Хопра. Речной бассейн реки — Дон (российская часть бассейна).
Код объекта в государственном водном реестре — 05010100812107000002242.